# Пейн, Сара
Сара Кросби Мэллори Пейн (родилась в 1957 году) — американский историк, писатель и профессор стратегии и политики в Военно-морском колледже США в Ньюпорте, штат Род-Айленд.  Написала и выступила соредактором нескольких книг по военно-морской политике  а также по темам, представляющим интерес для ВМС США или Министерства обороны. Другие ее работы посвящены политической и военной истории Восточной Азии, в частности Китая, в современную эпоху.

## Биография
В 1979 году с отличием окончила Гарвардский колледж, получив степень бакалавра по латиноамериканским исследованиям.  Потратила десять лет на получение докторской степени по истории России и Китая в Колумбийском университете, в том числе пять лет исследований и изучения языков в Китае, Тайване, России, Японии и Австралии. Получила две стипендии Title VIII от Института Гувера, две стипендии Фулбрайта и другие стипендии от Японии, Тайваня и Австралии.  В 2000 году начала карьеру в Военно-морском колледже в качестве доцента, в 2006 году была повышена до должности штатного профессора, а с 2014 года является профессором истории и глобальной стратегии  в Университете Уильяма С. Симса, а также профессором истории морского судоходства  имени Эрнеста Дж. Кинга.

## Личная жизнь
Замужем за Брюсом А. Эллеманом, профессором международной истории имени Уильяма Ви Пратта в Военно-морском колледже США. 

## Избранные публикации

### Автор
- «Japan caught between maritime and continental imperialism», in Hal Brands, The Makers of Modern Strategy: From the Ancient World to the Digital Age (Princeton University Press, 2023, pages 415—439).
- The Japanese Empire (book) (The Japanese Empire: Grand Strategy from the Meiji Restoration to the Pacific War) (Cambridge University Press, 2017).
- The Wars for Asia 1911—1949  (Cambridge University Press, 2012). 2012 Winner of the PROSE award for European & World History[9] and longlisted for the Lionel Gelber prize.[10]
- The Sino-Japanese War of 1894—1895: Perceptions, Power, and Primacy (Cambridge University Press, 2003).
- Imperial Rivals: China, Russia, and Their Disputed Frontier, 1858—1924 (M.E. Sharpe, 1996). Winner of the 1997 Barbara Jelavich Book Prize.[11]

В соавторстве с Bruce A. Elleman:
- Modern China: Continuity and Change, 1644 to the Present (Prentice Hall, 2010).

### Редактор
- Nation Building, State Building and Economic Development: Case Studies and Comparisons (M.E. Sharpe, 2010).

Совместно с Bruce A. Elleman:
- Naval Power and Expeditionary Warfare: Peripheral Campaigns and New Theatres of Naval Warfare (Routledge, 2011).
- Naval Coalition Warfare: From the Napoleonic War to Operation Iraqi Freedom (Routledge, 2008).
- Naval Blockades and Seapower: Strategies and Counter-Strategies 1805—2005 (Routledge, 2006).[7]